# Sparta (Ohio)
Sparta – wieś w Stanach Zjednoczonych, w stanie Ohio, w hrabstwie Morrow.